# 芒努斯·维斯兰德
芒努斯·维斯兰德（瑞典語：Magnus Wislander，1964年2月22日—），瑞典男子手球运动员。他曾代表瑞典参加1988年、1992年、1996年和2000年夏季奥林匹克运动会手球比赛，共获得三枚银牌。